# Liste der Gemeinden in Baden-Württemberg nach Amtlichen Gemeindeschlüsseln
Die Liste der Gemeinden in Baden-Württemberg nach Amtlichen Gemeindeschlüsseln nennt alle politisch selbständigen Gemeinden Baden-Württembergs nach ihren amtlichen Gemeindeschlüsseln.

## Allgemeine Hinweise

### Gemeinden Baden-Württembergs
Seit dem Abschluss der Gebiets- und Verwaltungsreform und dem Zusammenschluss weiterer Gemeinden besteht das deutsche Bundesland Baden-Württemberg aus insgesamt 1101 politisch selbständigen Gemeinden (89 davon sind Große Kreisstädte, 311 Gemeinden werden als Stadt bezeichnet) sowie den zwei unbewohnten gemeindefreien Gebieten Gutsbezirk Münsingen und Gemeindefreier Grundbesitz Rheinau.

### Gemeindeschlüssel in Baden-Württemberg
- Regierungsbezirke – einstellige Kennzahl
  - Stadtkreise und Landkreise – zweistellige Kennzahl (erste Stelle mit dem Hinweis auf die jeweilige Region)
    - Gemeindeverwaltungsverbände bzw. Vereinbarte Verwaltungsgemeinschaften (nur teilw.) – ohne Kennzahl
      - Städte und Gemeinden – dreistellige Kennzahl

## 08 1Regierungsbezirk Stuttgart(bis 31. Dezember 1972Regierungsbezirk Nordwürttemberg)

### Region Stuttgart

#### 08 1 11 StadtkreisStuttgart(S)
- 000 Stuttgart, Landeshauptstadt

#### 08 1 15Landkreis Böblingen(BB)
- Gemeindeverwaltungsverband Aidlingen/Grafenau
  - 001 Aidlingen ¹
  - 054 Grafenau
- Gemeindeverwaltungsverband Gärtringen/Ehningen
  - 013 Ehningen
  - 015 Gärtringen ¹
- Vereinbarte Verwaltungsgemeinschaft der Stadt Herrenberg
  - 010 Deckenpfronn
  - 021 Herrenberg, Stadt – Große Kreisstadt ¹
  - 037 Nufringen
- Gemeindeverwaltungsverband Holzgerlingen
  - 002 Altdorf
  - 022 Hildrizhausen
  - 024 Holzgerlingen, Stadt ¹
- Gemeindeverwaltungsverband „Oberes Gäu“
  - 004 Bondorf
  - 016 Gäufelden ¹
  - 053 Jettingen
  - 034 Mötzingen
- Gemeindeverwaltungsverband Waldenbuch/Steinenbronn
  - 046 Steinenbronn
  - 048 Waldenbuch, Stadt ¹
- Übrige Gemeinden
  - 003 Böblingen, Stadt – Große Kreisstadt
  - 028 Leonberg, Stadt – Große Kreisstadt
  - 029 Magstadt
  - 041 Renningen, Stadt
  - 042 Rutesheim, Stadt
  - 044 Schönaich
  - 045 Sindelfingen, Stadt – Große Kreisstadt
  - 050 Weil der Stadt, Stadt
  - 051 Weil im Schönbuch
  - 052 Weissach

¹ Sitz des Verbandes bzw. der Verwaltungsgemeinschaft

#### 08 1 16Landkreis Esslingen(ES)
- Vereinbarte Verwaltungsgemeinschaft der Stadt Kirchheim unter Teck
  - 016 Dettingen unter Teck
  - 033 Kirchheim unter Teck, Stadt – Große Kreisstadt ¹
  - 048 Notzingen
- Gemeindeverwaltungsverband Lenningen
  - 018 Erkenbrechtsweiler
  - 079 Lenningen ¹
  - 054 Owen, Stadt
- Gemeindeverwaltungsverband Neckartenzlingen
  - 005 Altdorf
  - 006 Altenriet
  - 008 Bempflingen
  - 041 Neckartailfingen
  - 042 Neckartenzlingen ¹
  - 063 Schlaitdorf
- Vereinbarte Verwaltungsgemeinschaft der Stadt Neuffen
  - 011 Beuren
  - 036 Kohlberg
  - 046 Neuffen, Stadt ¹
- Vereinbarte Verwaltungsgemeinschaft der Stadt Nürtingen
  - 020 Frickenhausen
  - 022 Großbettlingen
  - 049 Nürtingen, Stadt – Große Kreisstadt ¹
  - 050 Oberboihingen
  - 068 Unterensingen
  - 073 Wolfschlugen
- Gemeindeverwaltungsverband Plochingen
  - 004 Altbach
  - 014 Deizisau
  - 056 Plochingen, Stadt ¹
- Gemeindeverwaltungsverband Reichenbach an der Fils
  - 007 Baltmannsweiler
  - 027 Hochdorf
  - 037 Lichtenwald
  - 058 Reichenbach an der Fils ¹
- Vereinbarte Verwaltungsgemeinschaft der Stadt Weilheim an der Teck
  - 012 Bissingen an der Teck
  - 029 Holzmaden
  - 043 Neidlingen
  - 053 Ohmden
  - 070 Weilheim an der Teck, Stadt ¹
- Gemeindeverwaltungsverband Wendlingen am Neckar
  - 035 Köngen
  - 071 Wendlingen am Neckar, Stadt ¹
- Übrige Gemeinden
  - 081 Aichtal, Stadt
  - 076 Aichwald
  - 015 Denkendorf
  - 019 Esslingen am Neckar, Stadt – Große Kreisstadt
  - 077 Filderstadt, Stadt – Große Kreisstadt
  - 078 Leinfelden-Echterdingen, Stadt – Große Kreisstadt
  - 047 Neuhausen auf den Fildern
  - 080 Ostfildern, Stadt – Große Kreisstadt
  - 072 Wernau (Neckar), Stadt

¹ Sitz des Verbandes bzw. der Verwaltungsgemeinschaft

#### 08 1 17Landkreis Göppingen(GP)
- Vereinbarte Verwaltungsgemeinschaft der Gemeinde Deggingen
  - 006 Bad Ditzenbach
  - 014 Deggingen ¹
- Vereinbarte Verwaltungsgemeinschaft der Stadt Ebersbach an der Fils
  - 018 Ebersbach an der Fils, Stadt ¹
  - 044 Schlierbach
- Gemeindeverwaltungsverband Eislingen-Ottenbach-Salach
  - 019 Eislingen/Fils, Stadt – Große Kreisstadt ¹
  - 037 Ottenbach
  - 042 Salach
- Vereinbarte Verwaltungsgemeinschaft der Stadt Geislingen an der Steige
  - 007 Bad Überkingen
  - 024 Geislingen an der Steige, Stadt – Große Kreisstadt ¹
  - 033 Kuchen
- Vereinbarte Verwaltungsgemeinschaft der Stadt Göppingen
  - 026 Göppingen, Stadt – Große Kreisstadt ¹
  - 043 Schlat
  - 053 Wäschenbeuren
  - 055 Wangen
- Gemeindeverwaltungsverband „Mittleres Fils-Lautertal“
  - 015 Donzdorf, Stadt ¹
  - 025 Gingen an der Fils
  - 061 Lauterstein, Stadt
  - 049 Süßen, Stadt
- Gemeindeverwaltungsverband „Oberes Filstal“
  - 016 Drackenstein
  - 028 Gruibingen
  - 031 Hohenstadt
  - 035 Mühlhausen im Täle
  - 058 Wiesensteig, Stadt ¹
- Gemeindeverwaltungsverband „Östlicher Schurwald“
  - 001 Adelberg
  - 009 Birenbach
  - 011 Börtlingen
  - 038 Rechberghausen ¹
- Gemeindeverwaltungsverband „Raum Bad Boll“
  - 002 Aichelberg
  - 012 Bad Boll ¹
  - 017 Dürnau
  - 023 Gammelshausen
  - 029 Hattenhofen
  - 060 Zell unter Aichelberg
- Vereinbarte Verwaltungsgemeinschaft der Stadt Uhingen
  - 003 Albershausen
  - 051 Uhingen, Stadt ¹
- Gemeindeverwaltungsverband „Voralb“
  - 020 Eschenbach
  - 030 Heiningen ¹
- Übrige Gemeinden
  - 010 Böhmenkirch

¹ Sitz des Verbandes bzw. der Verwaltungsgemeinschaft

#### 08 1 18Landkreis Ludwigsburg(LB)
- Gemeindeverwaltungsverband Besigheim
  - 007 Besigheim, Stadt ¹
  - 016 Freudental
  - 018 Gemmrigheim
  - 028 Hessigheim
  - 047 Löchgau
  - 053 Mundelsheim
  - 074 Walheim
- Vereinbarte Verwaltungsgemeinschaft der Stadt Bietigheim-Bissingen
  - 079 Bietigheim-Bissingen, Stadt – Große Kreisstadt ¹
  - 077 Ingersheim
  - 071 Tamm, Stadt
- Gemeindeverwaltungsverband Bönnigheim
  - 010 Bönnigheim, Stadt ¹
  - 015 Erligheim
  - 040 Kirchheim am Neckar
- Vereinbarte Verwaltungsgemeinschaft der Stadt Freiberg am Neckar
  - 078 Freiberg am Neckar, Stadt ¹
  - 063 Pleidelsheim
- Gemeindeverwaltungsverband Marbach am Neckar
  - 001 Affalterbach
  - 006 Benningen am Neckar
  - 014 Erdmannhausen
  - 049 Marbach am Neckar, Stadt ¹
- Gemeindeverwaltungsverband Schwieberdingen-Hemmingen
  - 027 Hemmingen
  - 067 Schwieberdingen ¹
- Gemeindeverwaltungsverband Steinheim-Murr
  - 054 Murr
  - 070 Steinheim an der Murr, Stadt ¹
- Vereinbarte Verwaltungsgemeinschaft der Stadt Vaihingen an der Enz
  - 012 Eberdingen
  - 059 Oberriexingen
  - 068 Sersheim
  - 073 Vaihingen an der Enz, Stadt – Große Kreisstadt ¹
- Übrige Gemeinden
  - 003 Asperg, Stadt
  - 011 Ditzingen, Stadt – Große Kreisstadt
  - 019 Gerlingen, Stadt
  - 021 Großbottwar, Stadt
  - 080 Korntal-Münchingen, Stadt
  - 046 Kornwestheim, Stadt – Große Kreisstadt
  - 048 Ludwigsburg, Stadt – Große Kreisstadt
  - 050 Markgröningen, Stadt
  - 051 Möglingen
  - 060 Oberstenfeld
  - 081 Remseck am Neckar, Stadt – Große Kreisstadt
  - 076 Sachsenheim, Stadt

¹ Sitz des Verbandes bzw. der Verwaltungsgemeinschaft

#### 08 1 19Rems-Murr-Kreis(WN)
- Vereinbarte Verwaltungsgemeinschaft der Stadt Backnang
  - 003 Allmersbach im Tal
  - 004 Althütte
  - 087 Aspach
  - 006 Auenwald
  - 008 Backnang, Stadt – Große Kreisstadt ¹
  - 018 Burgstetten
  - 038 Kirchberg an der Murr
  - 053 Oppenweiler
  - 083 Weissach im Tal
- Gemeindeverwaltungsverband Plüderhausen-Urbach
  - 055 Plüderhausen ¹
  - 076 Urbach
- Vereinbarte Verwaltungsgemeinschaft der Stadt Schorndorf
  - 067 Schorndorf, Stadt – Große Kreisstadt ¹
  - 086 Winterbach
- Gemeindeverwaltungsverband Sulzbach
  - 024 Großerlach
  - 069 Spiegelberg
  - 075 Sulzbach an der Murr ¹
- Vereinbarte Verwaltungsgemeinschaft der Stadt Welzheim
  - 037 Kaisersbach
  - 084 Welzheim, Stadt ¹
- Gemeindeverwaltungsverband Winnenden
  - 042 Leutenbach
  - 068 Schwaikheim
  - 085 Winnenden, Stadt – Große Kreisstadt ¹
- Übrige Gemeinden
  - 001 Alfdorf
  - 089 Berglen
  - 020 Fellbach, Stadt – Große Kreisstadt
  - 093 Kernen im Remstal
  - 041 Korb
  - 044 Murrhardt, Stadt
  - 090 Remshalden
  - 061 Rudersberg
  - 079 Waiblingen, Stadt – Große Kreisstadt
  - 091 Weinstadt, Stadt – Große Kreisstadt

¹ Sitz des Verbandes bzw. der Verwaltungsgemeinschaft

### Regionalverband Heilbronn-Franken

#### 08 1 21 StadtkreisHeilbronn(HN)
- 000 Heilbronn, Stadt

#### 08 1 25Landkreis Heilbronn(HN)
- Vereinbarte Verwaltungsgemeinschaft der Stadt Bad Friedrichshall
  - 005 Bad Friedrichshall, Stadt ¹
  - 078 Oedheim
  - 079 Offenau
- Vereinbarte Verwaltungsgemeinschaft der Stadt Bad Rappenau
  - 006 Bad Rappenau, Stadt – Große Kreisstadt ¹
  - 049 Kirchardt
  - 087 Siegelsbach
- Vereinbarte Verwaltungsgemeinschaft der Stadt Brackenheim
  - 013 Brackenheim, Stadt ¹
  - 017 Cleebronn
- Vereinbarte Verwaltungsgemeinschaft der Stadt Eppingen
  - 026 Eppingen, Stadt – Große Kreisstadt ¹
  - 034 Gemmingen
  - 047 Ittlingen
- Gemeindeverwaltungsverband Flein-Talheim
  - 030 Flein ¹
  - 094 Talheim
- Vereinbarte Verwaltungsgemeinschaft der Stadt Lauffen am Neckar
  - 056 Lauffen am Neckar, Stadt ¹
  - 066 Neckarwestheim
  - 074 Nordheim
- Vereinbarte Verwaltungsgemeinschaft der Stadt Möckmühl
  - 048 Jagsthausen
  - 063 Möckmühl, Stadt ¹
  - 084 Roigheim
  - 103 Widdern, Stadt
- Vereinbarte Verwaltungsgemeinschaft der Stadt Neckarsulm
  - 027 Erlenbach
  - 065 Neckarsulm, Stadt – Große Kreisstadt ¹
  - 096 Untereisesheim
- Vereinbarte Verwaltungsgemeinschaft der Stadt Neuenstadt am Kocher
  - 111 Hardthausen am Kocher
  - 113 Langenbrettach
  - 069 Neuenstadt am Kocher, Stadt ¹
- Gemeindeverwaltungsverband „Oberes Zabergäu“
  - 038 Güglingen, Stadt ¹
  - 081 Pfaffenhofen
  - 108 Zaberfeld
- Vereinbarte Verwaltungsgemeinschaft der Gemeinde Obersulm
  - 059 Löwenstein, Stadt
  - 110 Obersulm ¹
- Gemeindeverwaltungsverband „Schozach-Bottwartal“
  - 001 Abstatt
  - 008 Beilstein, Stadt
  - 046 Ilsfeld ¹
  - 098 Untergruppenbach
- Vereinbarte Verwaltungsgemeinschaft der Stadt Schwaigern
  - 061 Massenbachhausen
  - 086 Schwaigern, Stadt ¹
- Gemeindeverwaltungsverband „Raum Weinsberg“
  - 021 Eberstadt
  - 024 Ellhofen
  - 057 Lehrensteinsfeld
  - 102 Weinsberg, Stadt ¹
- Übrige Gemeinden
  - 007 Bad Wimpfen, Stadt
  - 039 Gundelsheim, Stadt
  - 058 Leingarten, Stadt
  - 068 Neudenau, Stadt
  - 107 Wüstenrot

¹ Sitz des Verbandes bzw. der Verwaltungsgemeinschaft

#### 08 1 26Hohenlohekreis(KÜN)
- Gemeindeverwaltungsverband „Hohenloher Ebene“
  - 047 Kupferzell
  - 058 Neuenstein, Stadt ¹
  - 085 Waldenburg, Stadt
- Gemeindeverwaltungsverband Krautheim
  - 020 Dörzbach
  - 045 Krautheim, Stadt ¹
  - 056 Mulfingen
- Vereinbarte Verwaltungsgemeinschaft der Stadt Künzelsau
  - 039 Ingelfingen, Stadt
  - 046 Künzelsau, Stadt – Kreisstadt ¹
- Gemeindeverwaltungsverband „Mittleres Kochertal“
  - 028 Forchtenberg, Stadt
  - 060 Niedernhall, Stadt ¹
  - 086 Weißbach
- Vereinbarte Verwaltungsgemeinschaft der Stadt Öhringen
  - 066 Öhringen, Stadt – Große Kreisstadt ¹
  - 069 Pfedelbach
  - 094 Zweiflingen
- Übrige Gemeinden
  - 011 Bretzfeld
  - 072 Schöntal

¹ Sitz des Verbandes bzw. der Verwaltungsgemeinschaft

#### 08 1 27Landkreis Schwäbisch Hall(SHA)
- Gemeindeverwaltungsverband Braunsbach-Untermünkheim
  - 009 Braunsbach ¹
  - 086 Untermünkheim
- Vereinbarte Verwaltungsgemeinschaft der Stadt Crailsheim
  - 014 Crailsheim, Stadt – Große Kreisstadt ¹
  - 103 Frankenhardt
  - 073 Satteldorf
  - 104 Stimpfach
- Gemeindeverwaltungsverband Fichtenau
  - 102 Fichtenau ¹
  - 101 Kreßberg
- Vereinbarte Verwaltungsgemeinschaft der Stadt Gerabronn
  - 032 Gerabronn, Stadt ¹
  - 047 Langenburg, Stadt
- Gemeindeverwaltungsverband Ilshofen-Vellberg
  - 043 Ilshofen, Stadt ¹
  - 089 Vellberg, Stadt
  - 099 Wolpertshausen
- Gemeindeverwaltungsverband „Limpurger Land“
  - 023 Fichtenberg
  - 025 Gaildorf, Stadt ¹
  - 062 Oberrot
  - 079 Sulzbach-Laufen
- Gemeindeverwaltungsverband „Oberes Bühlertal“
  - 012 Bühlertann
  - 013 Bühlerzell
  - 063 Obersontheim ¹
- Gemeindeverwaltungsverband „Brettach/Jagst“
  - 046 Kirchberg an der Jagst, Stadt
  - 071 Rot am See ¹
  - 091 Wallhausen
- Vereinbarte Verwaltungsgemeinschaft der Stadt Schwäbisch Hall
  - 056 Michelbach an der Bilz
  - 059 Michelfeld
  - 100 Rosengarten
  - 076 Schwäbisch Hall, Stadt – Große Kreisstadt ¹
- Übrige Gemeinden
  - 008 Blaufelden
  - 052 Mainhardt
  - 075 Schrozberg, Stadt

¹ Sitz des Verbandes bzw. der Verwaltungsgemeinschaft

#### 08 1 28Main-Tauber-Kreis(TBB)
- Vereinbarte Verwaltungsgemeinschaft der Stadt Bad Mergentheim
  - 006 Assamstadt
  - 007 Bad Mergentheim, Stadt – Große Kreisstadt ¹
  - 058 Igersheim
- Vereinbarte Verwaltungsgemeinschaft der Stadt Boxberg
  - 138 Ahorn
  - 014 Boxberg, Stadt ¹
- Vereinbarte Verwaltungsgemeinschaft der Stadt Grünsfeld
  - 047 Grünsfeld, Stadt ¹
  - 137 Wittighausen
- Vereinbarte Verwaltungsgemeinschaft der Stadt Tauberbischofsheim
  - 045 Großrinderfeld
  - 061 Königheim
  - 115 Tauberbischofsheim, Stadt – Kreisstadt ¹
  - 128 Werbach
- Übrige Gemeinden
  - 020 Creglingen, Stadt
  - 039 Freudenberg, Stadt
  - 064 Külsheim, Stadt
  - 139 Lauda-Königshofen, Stadt
  - 082 Niederstetten, Stadt
  - 126 Weikersheim, Stadt
  - 131 Wertheim, Stadt – Große Kreisstadt

¹ Sitz des Verbandes bzw. der Verwaltungsgemeinschaft

### Region Ostwürttemberg

#### 08 1 35Landkreis Heidenheim(HDH)
- Vereinbarte Verwaltungsgemeinschaft der Stadt Giengen an der Brenz
  - 016 Giengen an der Brenz, Stadt – Große Kreisstadt ¹
  - 021 Hermaringen
- Vereinbarte Verwaltungsgemeinschaft der Stadt Heidenheim an der Brenz
  - 019 Heidenheim an der Brenz, Stadt – Große Kreisstadt ¹
  - 026 Nattheim
- Gemeindeverwaltungsverband Sontheim-Niederstotzingen
  - 027 Niederstotzingen, Stadt
  - 031 Sontheim an der Brenz ¹
- Übrige Gemeinden
  - 010 Dischingen
  - 015 Gerstetten
  - 020 Herbrechtingen, Stadt
  - 025 Königsbronn
  - 032 Steinheim am Albuch

¹ Sitz des Verbandes bzw. der Verwaltungsgemeinschaft

#### 08 1 36Ostalbkreis(AA)
- Vereinbarte Verwaltungsgemeinschaft der Stadt Aalen
  - 088 Aalen, Stadt – Große Kreisstadt ¹
  - 021 Essingen
  - 033 Hüttlingen
- Vereinbarte Verwaltungsgemeinschaft der Stadt Bopfingen
  - 010 Bopfingen, Stadt ¹
  - 037 Kirchheim am Ries
  - 087 Riesbürg
- Vereinbarte Verwaltungsgemeinschaft der Stadt Ellwangen (Jagst)
  - 003 Adelmannsfelden
  - 018 Ellenberg
  - 019 Ellwangen (Jagst), Stadt – Große Kreisstadt ¹
  - 035 Jagstzell
  - 046 Neuler
  - 089 Rainau
  - 060 Rosenberg
  - 084 Wört
- Gemeindeverwaltungsverband „Kapfenburg“
  - 038 Lauchheim, Stadt
  - 082 Westhausen ¹
- Gemeindeverwaltungsverband „Leintal-Frickenhofer Höhe“
  - 020 Eschach
  - 024 Göggingen
  - 034 Iggingen
  - 040 Leinzell ¹
  - 049 Obergröningen
  - 062 Schechingen
- Gemeindeverwaltungsverband „Rosenstein“
  - 007 Bartholomä
  - 009 Böbingen an der Rems
  - 028 Heubach, Stadt ¹
  - 029 Heuchlingen
  - 043 Mögglingen
- Vereinbarte Verwaltungsgemeinschaft der Stadt Schwäbisch Gmünd
  - 065 Schwäbisch Gmünd, Stadt – Große Kreisstadt ¹
  - 079 Waldstetten
- Gemeindeverwaltungsverband „Schwäbischer Wald“
  - 015 Durlangen
  - 044 Mutlangen ¹
  - 061 Ruppertshofen
  - 066 Spraitbach
  - 070 Täferrot
- Gemeindeverwaltungsverband Tannhausen
  - 068 Stödtlen
  - 071 Tannhausen ¹
  - 075 Unterschneidheim
- Übrige Gemeinden
  - 002 Abtsgmünd
  - 027 Gschwend
  - 042 Lorch, Stadt
  - 045 Neresheim, Stadt
  - 050 Oberkochen, Stadt

¹ Sitz des Verbandes bzw. der Verwaltungsgemeinschaft

## 08 2Regierungsbezirk Karlsruhe(bis 31. Dezember 1972Regierungsbezirk Nordbaden)

### Verband Region Karlsruhe

#### 08 2 11 StadtkreisBaden-Baden(BAD)
- 000 Baden-Baden, Stadt

#### 08 2 12 StadtkreisKarlsruhe(KA)
- 000 Karlsruhe, Stadt

#### 08 2 15Landkreis Karlsruhe(KA)
- Vereinbarte Verwaltungsgemeinschaft der Gemeinde Bad Schönborn
  - 100 Bad Schönborn ¹
  - 039 Kronau
- Vereinbarte Verwaltungsgemeinschaft der Stadt Bretten
  - 007 Bretten, Stadt – Große Kreisstadt ¹
  - 025 Gondelsheim
- Vereinbarte Verwaltungsgemeinschaft der Stadt Bruchsal
  - 009 Bruchsal, Stadt – Große Kreisstadt ¹
  - 021 Forst
  - 029 Hambrücken
  - 103 Karlsdorf-Neuthard
- Vereinbarte Verwaltungsgemeinschaft der Gemeinde Graben-Neudorf
  - 111 Dettenheim
  - 099 Graben-Neudorf ¹
- Vereinbarte Verwaltungsgemeinschaft der Stadt Oberderdingen
  - 040 Kürnbach
  - 059 Oberderdingen, Stadt ¹
- Gemeindeverwaltungsverband Philippsburg
  - 107 Oberhausen-Rheinhausen
  - 066 Philippsburg, Stadt ¹
- Vereinbarte Verwaltungsgemeinschaft der Gemeinde Sulzfeld
  - 082 Sulzfeld ¹
  - 094 Zaisenhausen
- Übrige Gemeinden
  - 102 Eggenstein-Leopoldshafen
  - 017 Ettlingen, Stadt – Große Kreisstadt
  - 096 Karlsbad
  - 097 Kraichtal, Stadt
  - 105 Linkenheim-Hochstetten
  - 046 Malsch
  - 047 Marxzell
  - 064 Östringen, Stadt
  - 101 Pfinztal
  - 108 Rheinstetten, Stadt – Große Kreisstadt
  - 109 Stutensee, Stadt – Große Kreisstadt
  - 084 Ubstadt-Weiher
  - 106 Waghäusel, Stadt – Große Kreisstadt
  - 110 Waldbronn
  - 089 Walzbachtal
  - 090 Weingarten (Baden)

¹ Sitz des Verbandes bzw. der Verwaltungsgemeinschaft

#### 08 2 16Landkreis Rastatt(RA)
- Gemeindeverwaltungsverband Nachbarschaftsverband Bischweier-Kuppenheim
  - 006 Bischweier
  - 024 Kuppenheim, Stadt ¹
- Vereinbarte Verwaltungsgemeinschaft der Stadt Bühl
  - 007 Bühl, Stadt – Große Kreisstadt ¹
  - 041 Ottersweier
- Gemeindeverwaltungsverband Durmersheim
  - 002 Au am Rhein
  - 005 Bietigheim
  - 009 Durmersheim ¹
  - 012 Elchesheim-Illingen
- Vereinbarte Verwaltungsgemeinschaft der Stadt Gernsbach
  - 017 Gernsbach, Stadt ¹
  - 029 Loffenau
  - 059 Weisenbach
- Vereinbarte Verwaltungsgemeinschaft der Stadt Rastatt
  - 023 Iffezheim
  - 033 Muggensturm
  - 039 Ötigheim
  - 043 Rastatt, Stadt – Große Kreisstadt ¹
  - 052 Steinmauern
- Gemeindeverwaltungsverband Rheinmünster-Lichtenau
  - 028 Lichtenau, Stadt
  - 063 Rheinmünster ¹
- Vereinbarte Verwaltungsgemeinschaft der Gemeinde Sinzheim
  - 022 Hügelsheim
  - 049 Sinzheim ¹
- Übrige Gemeinden
  - 008 Bühlertal
  - 013 Forbach
  - 015 Gaggenau, Stadt – Große Kreisstadt

¹ Sitz des Verbandes bzw. der Verwaltungsgemeinschaft

### Region Rhein-Neckar

#### 08 2 21 StadtkreisHeidelberg(HD)
- 000 Heidelberg, Stadt

#### 08 2 22 StadtkreisMannheim(MA)
- 000 Mannheim, Stadt

#### 08 2 25Neckar-Odenwald-Kreis(MOS)
- Gemeindeverwaltungsverband Hardheim-Walldürn
  - 032 Hardheim
  - 039 Höpfingen
  - 109 Walldürn, Stadt ¹
- Vereinbarte Verwaltungsgemeinschaft der Gemeinde Haßmersheim
  - 033 Haßmersheim ¹
  - 042 Hüffenhardt
- Gemeindeverwaltungsverband „Kleiner Odenwald“
  - 002 Aglasterhausen ¹
  - 068 Neunkirchen
  - 116 Schwarzach
- Vereinbarte Verwaltungsgemeinschaft der Gemeinde Limbach
  - 024 Fahrenbach
  - 052 Limbach ¹
- Vereinbarte Verwaltungsgemeinschaft der Stadt Mosbach
  - 117 Elztal
  - 058 Mosbach, Stadt – Große Kreisstadt ¹
  - 067 Neckarzimmern
  - 074 Obrigheim
- Gemeindeverwaltungsverband Neckargerach-Waldbrunn
  - 010 Binau
  - 064 Neckargerach ¹
  - 118 Waldbrunn
  - 113 Zwingenberg
- Gemeindeverwaltungsverband Osterburken
  - 075 Osterburken, Stadt ¹
  - 114 Ravenstein, Stadt
  - 082 Rosenberg
- Gemeindeverwaltungsverband „Schefflenztal“
  - 009 Billigheim ¹
  - 115 Schefflenz
- Gemeindeverwaltungsverband „Seckachtal“
  - 001 Adelsheim, Stadt ¹
  - 091 Seckach
- Übrige Gemeinden
  - 014 Buchen (Odenwald), Stadt
  - 060 Mudau

¹ Sitz des Verbandes bzw. der Verwaltungsgemeinschaft

#### 08 2 26Rhein-Neckar-Kreis(HD)
- Vereinbarte Verwaltungsgemeinschaft der Stadt Eberbach
  - 013 Eberbach, Stadt ¹
  - 081 Schönbrunn
- Gemeindeverwaltungsverband „Elsenztal“
  - 020 Eschelbronn
  - 104 Lobbach
  - 048 Mauer
  - 049 Meckesheim ¹
  - 086 Spechbach
- Vereinbarte Verwaltungsgemeinschaft der Stadt Hemsbach
  - 031 Hemsbach, Stadt
  - 040 Laudenbach
- Vereinbarte Verwaltungsgemeinschaft der Stadt Hockenheim
  - 003 Altlußheim
  - 032 Hockenheim, Stadt – Große Kreisstadt ¹
  - 059 Neulußheim
  - 068 Reilingen
- Gemeindeverwaltungsverband Neckargemünd
  - 006 Bammental
  - 022 Gaiberg
  - 056 Neckargemünd, Stadt ¹
  - 097 Wiesenbach
- Gemeindeverwaltungsverband Rauenberg
  - 046 Malsch
  - 054 Mühlhausen
  - 065 Rauenberg, Stadt ¹
- Gemeindeverwaltungsverband Schönau
  - 027 Heddesbach
  - 029 Heiligkreuzsteinach
  - 080 Schönau, Stadt ¹
  - 099 Wilhelmsfeld
- Vereinbarte Verwaltungsgemeinschaft der Stadt Sinsheim
  - 102 Angelbachtal
  - 085 Sinsheim, Stadt – Große Kreisstadt ¹
  - 101 Zuzenhausen
- Gemeindeverwaltungsverband Waibstadt
  - 017 Epfenbach
  - 106 Helmstadt-Bargen
  - 055 Neckarbischofsheim, Stadt
  - 058 Neidenstein
  - 066 Reichartshausen
  - 091 Waibstadt, Stadt ¹
- Vereinbarte Verwaltungsgemeinschaft der Stadt Wiesloch
  - 010 Dielheim
  - 098 Wiesloch, Stadt – Große Kreisstadt ¹
- Übrige Gemeinden
  - 009 Brühl
  - 012 Dossenheim
  - 105 Edingen-Neckarhausen
  - 018 Eppelheim, Stadt
  - 028 Heddesheim
  - 107 Hirschberg an der Bergstraße
  - 036 Ilvesheim
  - 037 Ketsch
  - 038 Ladenburg, Stadt
  - 041 Leimen, Stadt – Große Kreisstadt
  - 060 Nußloch
  - 062 Oftersheim
  - 063 Plankstadt
  - 076 Sandhausen
  - 103 St. Leon-Rot
  - 082 Schriesheim, Stadt
  - 084 Schwetzingen, Stadt – Große Kreisstadt
  - 095 Walldorf
  - 096 Weinheim, Stadt – Große Kreisstadt

¹ Sitz des Verbandes bzw. der Verwaltungsgemeinschaft

### Regionalverband Nordschwarzwald

#### 08 2 31 StadtkreisPforzheim(PF)
- 000 Pforzheim, Stadt

#### 08 2 35Landkreis Calw(CW)
- Vereinbarte Verwaltungsgemeinschaft der Stadt Altensteig
  - 006 Altensteig, Stadt ¹
  - 022 Egenhausen
  - 066 Simmersfeld
- Gemeindeverwaltungsverband Althengstett
  - 007 Althengstett ¹
  - 029 Gechingen
  - 057 Ostelsheim
  - 067 Simmozheim
- Vereinbarte Verwaltungsgemeinschaft der Stadt Bad Herrenalb
  - 033 Bad Herrenalb, Stadt ¹
  - 018 Dobel
- Vereinbarte Verwaltungsgemeinschaft der Stadt Bad Liebenzell
  - 008 Bad Liebenzell, Stadt ¹
  - 073 Unterreichenbach
- Vereinbarte Verwaltungsgemeinschaft der Stadt Calw
  - 085 Calw, Stadt – Große Kreisstadt ¹
  - 055 Oberreichenbach
- Vereinbarte Verwaltungsgemeinschaft der Stadt Nagold
  - 020 Ebhausen
  - 032 Haiterbach, Stadt
  - 046 Nagold, Stadt – Große Kreisstadt ¹
  - 060 Rohrdorf
- Gemeindeverwaltungsverband „Teinachtal“
  - 084 Bad Teinach-Zavelstein, Stadt ¹
  - 047 Neubulach, Stadt
  - 050 Neuweiler
- Vereinbarte Verwaltungsgemeinschaft der Stadt Bad Wildbad
  - 079 Bad Wildbad, Stadt ¹
  - 025 Enzklösterle
  - 035 Höfen an der Enz
- Übrige Gemeinden
  - 065 Schömberg
  - 080 Wildberg

¹ Sitz des Verbandes bzw. der Verwaltungsgemeinschaft

#### 08 2 36Enzkreis(PF)
- Gemeindeverwaltungsverband „Heckengäu“
  - 019 Friolzheim
  - 025 Heimsheim, Stadt
  - 039 Mönsheim ¹
  - 065 Wiernsheim
  - 067 Wimsheim
  - 068 Wurmberg
- Gemeindeverwaltungsverband „Kämpfelbachtal“
  - 011 Eisingen
  - 074 Kämpfelbach
  - 076 Königsbach-Stein ¹
- Vereinbarte Verwaltungsgemeinschaft der Stadt Maulbronn
  - 038 Maulbronn, Stadt ¹
  - 061 Sternenfels
- Vereinbarte Verwaltungsgemeinschaft der Stadt Mühlacker
  - 040 Mühlacker, Stadt – Große Kreisstadt ¹
  - 050 Ötisheim
- Vereinbarte Verwaltungsgemeinschaft der Stadt Neuenbürg
  - 013 Engelsbrand
  - 043 Neuenbürg, Stadt ¹
- Gemeindeverwaltungsverband Neulingen
  - 031 Kieselbronn
  - 073 Neulingen ¹
  - 075 Ölbronn-Dürrn
- Gemeindeverwaltungsverband Tiefenbronn
  - 044 Neuhausen
  - 062 Tiefenbronn ¹
- Übrige Gemeinden
  - 004 Birkenfeld
  - 028 Illingen
  - 030 Ispringen
  - 070 Keltern
  - 033 Knittlingen, Stadt
  - 046 Niefern-Öschelbronn
  - 071 Remchingen
  - 072 Straubenhardt

¹ Sitz des Verbandes bzw. der Verwaltungsgemeinschaft

#### 08 2 37Landkreis Freudenstadt(FDS)
- Gemeindeverwaltungsverband Dornstetten
  - 019 Dornstetten, Stadt ¹
  - 030 Glatten
  - 061 Schopfloch
  - 074 Waldachtal
- Vereinbarte Verwaltungsgemeinschaft der Stadt Freudenstadt
  - 075 Bad Rippoldsau-Schapbach
  - 028 Freudenstadt, Stadt – Große Kreisstadt ¹
  - 073 Seewald
- Vereinbarte Verwaltungsgemeinschaft der Stadt Horb am Neckar
  - 024 Empfingen
  - 027 Eutingen im Gäu
  - 040 Horb am Neckar, Stadt – Große Kreisstadt ¹
- Vereinbarte Verwaltungsgemeinschaft der Gemeinde Pfalzgrafenweiler
  - 032 Grömbach
  - 054 Pfalzgrafenweiler ¹
  - 072 Wörnersberg
- Übrige Gemeinden
  - 002 Alpirsbach, Stadt
  - 004 Baiersbronn
  - 045 Loßburg

¹ Sitz des Verbandes bzw. der Verwaltungsgemeinschaft

## 08 3Regierungsbezirk Freiburg(bis 31. Dezember 1972Regierungsbezirk Südbaden)

### Verband Region Südlicher Oberrhein

#### 08 3 11 StadtkreisFreiburg im Breisgau(FR)
- 000 Freiburg im Breisgau, Stadt

#### 08 3 15Landkreis Breisgau-Hochschwarzwald(FR)
- Vereinbarte Verwaltungsgemeinschaft der Stadt Bad Krozingen
  - 006 Bad Krozingen, Stadt – Große Kreisstadt
  - 048 Hartheim
- Vereinbarte Verwaltungsgemeinschaft der Stadt Breisach am Rhein
  - 015 Breisach am Rhein, Stadt
  - 059 Ihringen
  - 072 Merdingen
- Gemeindeverwaltungsverband „Dreisamtal“
  - 020 Buchenbach
  - 064 Kirchzarten ¹
  - 084 Oberried
  - 109 Stegen
- Vereinbarte Verwaltungsgemeinschaft der Gemeinde Ehrenkirchen
  - 014 Bollschweil
  - 131 Ehrenkirchen ¹
- Vereinbarte Verwaltungsgemeinschaft der Gemeinde Gundelfingen
  - 047 Gundelfingen ¹
  - 051 Heuweiler
- Vereinbarte Verwaltungsgemeinschaft der Stadt Heitersheim
  - 008 Ballrechten-Dottingen
  - 033 Eschbach
  - 050 Heitersheim, Stadt ¹
- Gemeindeverwaltungsverband „Verwaltungsgemeinschaft Hexental“
  - 003 Au
  - 056 Horben
  - 073 Merzhausen ¹
  - 107 Sölden
  - 125 Wittnau
- Vereinbarte Verwaltungsgemeinschaft der Gemeinde Hinterzarten
  - 016 Breitnau
  - 052 Hinterzarten ¹
- Gemeindeverwaltungsverband „Kaiserstuhl-Tuniberg“
  - 013 Bötzingen ¹
  - 030 Eichstetten am Kaiserstuhl
  - 043 Gottenheim
- Vereinbarte Verwaltungsgemeinschaft der Stadt Löffingen
  - 039 Friedenweiler
  - 070 Löffingen, Stadt ¹
- Gemeindeverwaltungsverband March-Umkirch
  - 132 March ¹
  - 115 Umkirch
- Gemeindeverwaltungsverband Müllheim-Badenweiler
  - 004 Auggen
  - 007 Badenweiler
  - 022 Buggingen
  - 074 Müllheim, Stadt ¹
  - 111 Sulzburg, Stadt
- Gemeindeverwaltungsverband St. Peter
  - 041 Glottertal
  - 094 St. Märgen
  - 095 St. Peter ¹
- Vereinbarte Verwaltungsgemeinschaft der Gemeinde Schallstadt
  - 028 Ebringen
  - 089 Pfaffenweiler
  - 098 Schallstadt ¹
- Vereinbarte Verwaltungsgemeinschaft der Gemeinde Schluchsee
  - 037 Feldberg (Schwarzwald)
  - 102 Schluchsee ¹
- Gemeindeverwaltungsverband Staufen-Münstertal
  - 130 Münstertal/Schwarzwald
  - 108 Staufen im Breisgau, Stadt ¹
- Vereinbarte Verwaltungsgemeinschaft der Stadt Titisee-Neustadt
  - 031 Eisenbach (Hochschwarzwald)
  - 113 Titisee-Neustadt, Stadt ¹
- Übrige Gemeinden
  - 068 Lenzkirch
  - 076 Neuenburg am Rhein, Stadt
  - 133 Vogtsburg im Kaiserstuhl, Stadt

¹ Sitz des Verbandes bzw. der Verwaltungsgemeinschaft

#### 08 3 16Landkreis Emmendingen(EM)
- Gemeindeverwaltungsverband Denzlingen-Vörstetten-Reute
  - 009 Denzlingen ¹
  - 036 Reute
  - 045 Vörstetten
- Gemeindeverwaltungsverband Elzach
  - 003 Biederbach
  - 010 Elzach, Stadt ¹
  - 055 Winden im Elztal
- Vereinbarte Verwaltungsgemeinschaft der Stadt Emmendingen
  - 011 Emmendingen, Stadt – Große Kreisstadt ¹
  - 054 Freiamt
  - 024 Malterdingen
  - 039 Sexau
  - 043 Teningen
- Gemeindeverwaltungsverband Kenzingen-Herbolzheim
  - 017 Herbolzheim, Stadt
  - 020 Kenzingen, Stadt ¹
  - 053 Rheinhausen im Breisgau
  - 049 Weisweil
- Gemeindeverwaltungsverband „Nördlicher Kaiserstuhl“
  - 002 Bahlingen am Kaiserstuhl
  - 012 Endingen am Kaiserstuhl, Stadt ¹
  - 013 Forchheim
  - 037 Riegel am Kaiserstuhl
  - 038 Sasbach am Kaiserstuhl
  - 051 Wyhl am Kaiserstuhl
- Vereinbarte Verwaltungsgemeinschaft der Stadt Waldkirch
  - 014 Gutach im Breisgau
  - 042 Simonswald
  - 056 Waldkirch, Stadt – Große Kreisstadt ¹

¹ Sitz des Verbandes bzw. der Verwaltungsgemeinschaft

#### 08 3 17Ortenaukreis(OG)
- Vereinbarte Verwaltungsgemeinschaft der Stadt Achern
  - 001 Achern, Stadt – Große Kreisstadt ¹
  - 068 Lauf
  - 116 Sasbach
  - 118 Sasbachwalden
- Vereinbarte Verwaltungsgemeinschaft der Stadt Ettenheim
  - 026 Ettenheim, Stadt ¹
  - 152 Kappel-Grafenhausen
  - 073 Mahlberg, Stadt
  - 113 Ringsheim
  - 114 Rust
- Vereinbarte Verwaltungsgemeinschaft der Stadt Gengenbach
  - 009 Berghaupten
  - 034 Gengenbach, Stadt ¹
  - 097 Ohlsbach
- Vereinbarte Verwaltungsgemeinschaft der Stadt Haslach im Kinzigtal
  - 029 Fischerbach
  - 040 Haslach im Kinzigtal, Stadt ¹
  - 046 Hofstetten
  - 078 Mühlenbach
  - 129 Steinach
- Vereinbarte Verwaltungsgemeinschaft der Stadt Hausach
  - 039 Gutach (Schwarzwaldbahn)
  - 041 Hausach, Stadt ¹
- Gemeindeverwaltungsverband Kappelrodeck
  - 056 Kappelrodeck ¹
  - 102 Ottenhöfen im Schwarzwald
  - 126 Seebach
- Vereinbarte Verwaltungsgemeinschaft der Stadt Lahr/Schwarzwald
  - 059 Kippenheim
  - 065 Lahr/Schwarzwald, Stadt – Große Kreisstadt ¹
- Gemeindeverwaltungsverband „Oberes Renchtal“
  - 008 Bad Peterstal-Griesbach
  - 098 Oppenau, Stadt ¹
- Vereinbarte Verwaltungsgemeinschaft der Stadt Oberkirch
  - 067 Lautenbach
  - 089 Oberkirch, Stadt – Große Kreisstadt ¹
  - 110 Renchen, Stadt
- Vereinbarte Verwaltungsgemeinschaft der Stadt Offenburg
  - 021 Durbach
  - 047 Hohberg
  - 096 Offenburg, Stadt – Große Kreisstadt ¹
  - 100 Ortenberg
  - 122 Schutterwald
- Vereinbarte Verwaltungsgemeinschaft der Gemeinde Schwanau
  - 075 Meißenheim
  - 150 Schwanau ¹
- Vereinbarte Verwaltungsgemeinschaft der Gemeinde Seelbach
  - 121 Schuttertal
  - 127 Seelbach
- Vereinbarte Verwaltungsgemeinschaft der Stadt Wolfach
  - 093 Oberwolfach
  - 145 Wolfach, Stadt ¹
- Vereinbarte Verwaltungsgemeinschaft der Stadt Zell am Harmersbach
  - 011 Biberach
  - 085 Nordrach
  - 088 Oberharmersbach
  - 146 Zell am Harmersbach, Stadt ¹
- Übrige Gemeinden
  - 005 Appenweier
  - 031 Friesenheim
  - 051 Hornberg, Stadt
  - 057 Kehl, Stadt – Große Kreisstadt
  - 151 Neuried
  - 153 Rheinau, Stadt
  - 141 Willstätt

¹ Sitz des Verbandes bzw. der Verwaltungsgemeinschaft

### Region Schwarzwald-Baar-Heuberg

#### 08 3 25Landkreis Rottweil(RW)
- Vereinbarte Verwaltungsgemeinschaft der Gemeinde Dunningen
  - 014 Dunningen ¹
  - 071 Eschbronn
- Vereinbarte Verwaltungsgemeinschaft der Stadt Oberndorf am Neckar
  - 015 Epfendorf
  - 070 Fluorn-Winzeln
  - 045 Oberndorf am Neckar, Stadt ¹
- Vereinbarte Verwaltungsgemeinschaft der Stadt Rottweil
  - 072 Deißlingen
  - 011 Dietingen
  - 049 Rottweil, Stadt – Große Kreisstadt ¹
  - 064 Wellendingen
  - 069 Zimmern ob Rottweil
- Vereinbarte Verwaltungsgemeinschaft der Stadt Schiltach
  - 050 Schenkenzell
  - 051 Schiltach, Stadt ¹
- Vereinbarte Verwaltungsgemeinschaft der Stadt Schramberg
  - 001 Aichhalden
  - 024 Hardt
  - 036 Lauterbach
  - 053 Schramberg, Stadt – Große Kreisstadt ¹
- Vereinbarte Verwaltungsgemeinschaft der Stadt Sulz am Neckar
  - 057 Sulz am Neckar, Stadt ¹
  - 061 Vöhringen
- Gemeindeverwaltungsverband Villingendorf
  - 009 Bösingen
  - 060 Villingendorf ¹
- Übrige Gemeinden
  - 012 Dornhan, Stadt

¹ Sitz des Verbandes bzw. der Verwaltungsgemeinschaft

#### 08 3 26Schwarzwald-Baar-Kreis(VS)
- Gemeindeverwaltungsverband Donaueschingen
  - 006 Bräunlingen, Stadt
  - 012 Donaueschingen, Stadt – Große Kreisstadt ¹
  - 027 Hüfingen, Stadt
- Vereinbarte Verwaltungsgemeinschaft der Stadt Furtwangen im Schwarzwald
  - 017 Furtwangen im Schwarzwald, Stadt ¹
  - 020 Gütenbach
- Gemeindeverwaltungsverband „Raumschaft Triberg“
  - 054 Schönwald im Schwarzwald
  - 055 Schonach im Schwarzwald
  - 060 Triberg im Schwarzwald, Stadt ¹
- Vereinbarte Verwaltungsgemeinschaft der Stadt Villingen-Schwenningen
  - 075 Brigachtal
  - 010 Dauchingen
  - 037 Mönchweiler
  - 041 Niedereschach
  - 061 Tuningen
  - 065 Unterkirnach
  - 074 Villingen-Schwenningen, Stadt – Große Kreisstadt ¹
- Übrige Gemeinden
  - 003 Bad Dürrheim, Stadt
  - 005 Blumberg, Stadt
  - 031 Königsfeld im Schwarzwald
  - 052 St. Georgen im Schwarzwald, Stadt
  - 068 Vöhrenbach, Stadt

¹ Sitz des Verbandes bzw. der Verwaltungsgemeinschaft

#### 08 3 27Landkreis Tuttlingen(TUT)
- Gemeindeverwaltungsverband „Donau-Heuberg“
  - 004 Bärenthal
  - 008 Buchheim
  - 016 Fridingen an der Donau, Stadt ¹
  - 027 Irndorf
  - 030 Kolbingen
  - 036 Mühlheim an der Donau, Stadt
  - 041 Renquishausen
- Gemeindeverwaltungsverband „Heuberg“
  - 007 Bubsheim
  - 009 Deilingen
  - 013 Egesheim
  - 019 Gosheim
  - 029 Königsheim
  - 040 Reichenbach am Heuberg
  - 051 Wehingen ¹
- Gemeindeverwaltungsverband Immendingen-Geisingen
  - 018 Geisingen, Stadt ¹
  - 025 Immendingen
- Vereinbarte Verwaltungsgemeinschaft der Stadt Spaichingen
  - 002 Aldingen
  - 005 Balgheim
  - 006 Böttingen
  - 010 Denkingen
  - 011 Dürbheim
  - 017 Frittlingen
  - 023 Hausen ob Verena
  - 033 Mahlstetten
  - 046 Spaichingen, Stadt ¹
- Vereinbarte Verwaltungsgemeinschaft der Stadt Trossingen
  - 012 Durchhausen
  - 020 Gunningen
  - 048 Talheim
  - 049 Trossingen, Stadt ¹
- Vereinbarte Verwaltungsgemeinschaft der Stadt Tuttlingen
  - 057 Emmingen-Liptingen
  - 038 Neuhausen ob Eck
  - 056 Rietheim-Weilheim
  - 055 Seitingen-Oberflacht
  - 050 Tuttlingen, Stadt – Große Kreisstadt ¹
  - 054 Wurmlingen

¹ Sitz des Verbandes bzw. der Verwaltungsgemeinschaft

### Regionalverband Hochrhein-Bodensee

#### 08 3 35Landkreis Konstanz(KN; in der ExklaveBüsingen am Hochrheinin der Schweiz: BÜS)
- Vereinbarte Verwaltungsgemeinschaft der Stadt Engen
  - 001 Aach, Stadt
  - 022 Engen, Stadt ¹
  - 097 Mühlhausen-Ehingen
- Vereinbarte Verwaltungsgemeinschaft der Gemeinde Gottmadingen
  - 015 Büsingen am Hochrhein
  - 026 Gailingen am Hochrhein
  - 028 Gottmadingen ¹
- Gemeindeverwaltungsverband „Höri“
  - 025 Gaienhofen ¹
  - 055 Moos
  - 061 Öhningen
- Vereinbarte Verwaltungsgemeinschaft der Stadt Konstanz
  - 002 Allensbach
  - 043 Konstanz, Stadt – Große Kreisstadt ¹
  - 066 Reichenau
- Vereinbarte Verwaltungsgemeinschaft der Stadt Singen (Hohentwiel)
  - 100 Rielasingen-Worblingen
  - 075 Singen (Hohentwiel), Stadt – Große Kreisstadt ¹
  - 077 Steißlingen
  - 081 Volkertshausen
- Vereinbarte Verwaltungsgemeinschaft der Stadt Stockach
  - 098 Bodman-Ludwigshafen
  - 021 Eigeltingen
  - 096 Hohenfels
  - 057 Mühlingen
  - 099 Orsingen-Nenzingen
  - 079 Stockach, Stadt ¹
- Übrige Gemeinden
  - 035 Hilzingen
  - 063 Radolfzell am Bodensee, Stadt – Große Kreisstadt
  - 080 Tengen, Stadt

¹ Sitz des Verbandes bzw. der Verwaltungsgemeinschaft

#### 08 3 36Landkreis Lörrach(LÖ)
- Vereinbarte Verwaltungsgemeinschaft der Stadt Kandern
  - 045 Kandern, Stadt ¹
  - 104 Malsburg-Marzell
- Vereinbarte Verwaltungsgemeinschaft der Stadt Lörrach
  - 043 Inzlingen
  - 050 Lörrach, Stadt – Große Kreisstadt ¹
- Vereinbarte Verwaltungsgemeinschaft der Stadt Rheinfelden (Baden)
  - 069 Rheinfelden (Baden), Stadt – Große Kreisstadt ¹
  - 082 Schwörstadt
- Vereinbarte Verwaltungsgemeinschaft der Gemeinde Schliengen
  - 006 Bad Bellingen
  - 078 Schliengen ¹
- Gemeindeverwaltungsverband Schönau im Schwarzwald
  - 004 Aitern
  - 010 Böllen
  - 025 Fröhnd
  - 079 Schönau im Schwarzwald, Stadt ¹
  - 080 Schönenberg
  - 089 Tunau
  - 090 Utzenfeld
  - 094 Wembach
  - 096 Wieden
- Vereinbarte Verwaltungsgemeinschaft der Stadt Schopfheim
  - 034 Hasel
  - 036 Hausen im Wiesental
  - 057 Maulburg
  - 081 Schopfheim, Stadt ¹
- Gemeindeverwaltungsverband „Vorderes Kandertal“
  - 008 Binzen ¹
  - 019 Eimeldingen
  - 024 Fischingen
  - 073 Rümmingen
  - 075 Schallbach
  - 100 Wittlingen
- Vereinbarte Verwaltungsgemeinschaft der Stadt Zell im Wiesental
  - 106 Häg-Ehrsberg
  - 103 Zell im Wiesental, Stadt ¹
- Übrige Gemeinden
  - 014 Efringen-Kirchen
  - 105 Grenzach-Wyhlen
  - 107 Kleines Wiesental
  - 084 Steinen
  - 087 Todtnau, Stadt
  - 091 Weil am Rhein, Stadt – Große Kreisstadt

¹ Sitz des Verbandes bzw. der Verwaltungsgemeinschaft

#### 08 3 37Landkreis Waldshut(WT)
- Vereinbarte Verwaltungsgemeinschaft der Stadt Bonndorf im Schwarzwald
  - 022 Bonndorf im Schwarzwald, Stadt ¹
  - 127 Wutach
- Gemeindeverwaltungsverband Jestetten
  - 030 Dettighofen
  - 060 Jestetten ¹
  - 070 Lottstetten
- Gemeindeverwaltungsverband Küssaberg
  - 053 Hohentengen am Hochrhein
  - 125 Küssaberg ¹
- Gemeindeverwaltungsverband „Oberes Schlüchttal“
  - 039 Grafenhausen
  - 128 Ühlingen-Birkendorf ¹
- Vereinbarte Verwaltungsgemeinschaft der Stadt Bad Säckingen
  - 096 Bad Säckingen, Stadt ¹
  - 049 Herrischried
  - 076 Murg
  - 090 Rickenbach
- Gemeindeverwaltungsverband St. Blasien
  - 013 Bernau im Schwarzwald
  - 027 Dachsberg (Südschwarzwald)
  - 045 Häusern
  - 051 Höchenschwand
  - 059 Ibach
  - 097 St. Blasien, Stadt ¹
  - 108 Todtmoos
- Vereinbarte Verwaltungsgemeinschaft der Stadt Waldshut-Tiengen
  - 032 Dogern
  - 065 Lauchringen
  - 126 Waldshut-Tiengen, Stadt – Große Kreisstadt ¹
  - 118 Weilheim
- Vereinbarte Verwaltungsgemeinschaft der Gemeinde Wutöschingen
  - 124 Eggingen
  - 123 Wutöschingen ¹
- Übrige Gemeinden
  - 002 Albbruck
  - 038 Görwihl
  - 062 Klettgau
  - 066 Laufenburg (Baden), Stadt
  - 106 Stühlingen, Stadt
  - 116 Wehr, Stadt

¹ Sitz des Verbandes bzw. der Verwaltungsgemeinschaft

## 08 4Regierungsbezirk Tübingen(bis 31. Dezember 1972Regierungsbezirk Südwürttemberg-Hohenzollern)

### Regionalverband Neckar-Alb

#### 08 4 15Landkreis Reutlingen(RT)
- Vereinbarte Verwaltungsgemeinschaft der Stadt Bad Urach
  - 078 Bad Urach, Stadt ¹
  - 028 Grabenstetten
  - 039 Hülben
  - 088 Römerstein
- Vereinbarte Verwaltungsgemeinschaft der Gemeinde Engstingen
  - 089 Engstingen ¹
  - 090 Hohenstein
- Vereinbarte Verwaltungsgemeinschaft der Stadt Metzingen
  - 029 Grafenberg
  - 050 Metzingen, Stadt – Große Kreisstadt ¹
  - 062 Riederich
- Vereinbarte Verwaltungsgemeinschaft der Stadt Münsingen
  - 027 Gomadingen
  - 048 Mehrstetten
  - 053 Münsingen, Stadt ¹
- Vereinbarte Verwaltungsgemeinschaft der Gemeinde Pliezhausen
  - 060 Pliezhausen ¹
  - 087 Walddorfhäslach
- Gemeindeverwaltungsverband Zwiefalten-Hayingen
  - 034 Hayingen, Stadt
  - 058 Pfronstetten
  - 085 Zwiefalten ¹
- Übrige Gemeinden
  - 014 Dettingen an der Erms
  - 019 Eningen unter Achalm
  - 092 Lichtenstein
  - 059 Pfullingen, Stadt
  - 061 Reutlingen, Stadt – Große Kreisstadt
  - 093 St. Johann
  - 091 Sonnenbühl
  - 073 Trochtelfingen, Stadt
  - 080 Wannweil

¹ Sitz des Verbandes bzw. der Verwaltungsgemeinschaft

#### 08 4 16Landkreis Tübingen(TÜ)
- Vereinbarte Verwaltungsgemeinschaft der Stadt Mössingen
  - 006 Bodelshausen
  - 025 Mössingen, Stadt – Große Kreisstadt ¹
  - 031 Ofterdingen
- Vereinbarte Verwaltungsgemeinschaft der Stadt Rottenburg am Neckar
  - 018 Hirrlingen
  - 049 Neustetten
  - 036 Rottenburg am Neckar, Stadt – Große Kreisstadt ¹
  - 050 Starzach
- Gemeindeverwaltungsverband „Steinlach-Wiesaz“
  - 011 Dußlingen
  - 015 Gomaringen ¹
  - 026 Nehren
- Übrige Gemeinden
  - 048 Ammerbuch
  - 009 Dettenhausen
  - 022 Kirchentellinsfurt
  - 023 Kusterdingen
  - 041 Tübingen, Stadt – Große Kreisstadt

¹ Sitz des Verbandes bzw. der Verwaltungsgemeinschaft

#### 08 4 17Zollernalbkreis(BL)
- Vereinbarte Verwaltungsgemeinschaft der Stadt Albstadt
  - 079 Albstadt, Stadt – Große Kreisstadt ¹
  - 010 Bitz
- Vereinbarte Verwaltungsgemeinschaft der Stadt Balingen
  - 002 Balingen, Stadt – Große Kreisstadt ¹
  - 022 Geislingen, Stadt
- Vereinbarte Verwaltungsgemeinschaft der Gemeinde Bisingen
  - 008 Bisingen ¹
  - 023 Grosselfingen
- Vereinbarte Verwaltungsgemeinschaft der Stadt Hechingen
  - 031 Hechingen, Stadt ¹
  - 036 Jungingen
  - 051 Rangendingen
- Vereinbarte Verwaltungsgemeinschaft der Stadt Meßstetten
  - 044 Meßstetten, Stadt ¹
  - 045 Nusplingen
  - 047 Obernheim
- Gemeindeverwaltungsverband „Oberes Schlichemtal“
  - 014 Dautmergen
  - 015 Dormettingen
  - 016 Dotternhausen
  - 029 Hausen am Tann
  - 052 Ratshausen
  - 057 Schömberg, Stadt ¹
  - 071 Weilen unter den Rinnen
  - 078 Zimmern unter der Burg
- Vereinbarte Verwaltungsgemeinschaft der Gemeinde Winterlingen
  - 063 Straßberg
  - 075 Winterlingen ¹
- Übrige Gemeinden
  - 013 Burladingen, Stadt
  - 025 Haigerloch, Stadt
  - 054 Rosenfeld, Stadt

¹ Sitz des Verbandes bzw. der Verwaltungsgemeinschaft

### Region Donau-Iller

#### 08 4 21 StadtkreisUlm(UL)
- 000 Ulm, Stadt

#### 08 4 25Alb-Donau-Kreis(UL)
- Vereinbarte Verwaltungsgemeinschaft der Gemeinde Allmendingen
  - 002 Allmendingen ¹
  - 004 Altheim
- Vereinbarte Verwaltungsgemeinschaft der Stadt Blaubeuren
  - 017 Berghülen
  - 020 Blaubeuren, Stadt ¹
- Gemeindeverwaltungsverband Dietenheim
  - 140 Balzheim
  - 028 Dietenheim, Stadt ¹
  - 066 Illerrieden
- Vereinbarte Verwaltungsgemeinschaft der Gemeinde Dornstadt
  - 014 Beimerstetten
  - 031 Dornstadt ¹
  - 135 Westerstetten
- Vereinbarte Verwaltungsgemeinschaft der Stadt Ehingen (Donau)
  - 033 Ehingen (Donau), Stadt – Große Kreisstadt ¹
  - 050 Griesingen
  - 088 Oberdischingen
  - 093 Öpfingen
- Gemeindeverwaltungsverband „Kirchberg-Weihungstal“
  - 064 Hüttisheim
  - 137 Illerkirchberg ¹
  - 110 Schnürpflingen
  - 138 Staig
- Gemeindeverwaltungsverband „Laichinger Alb“
  - 139 Heroldstatt ¹
  - 071 Laichingen, Stadt
  - 079 Merklingen
  - 084 Nellingen
  - 134 Westerheim
- Gemeindeverwaltungsverband Langenau
  - 005 Altheim (Alb)
  - 011 Asselfingen
  - 013 Ballendorf
  - 019 Bernstadt
  - 022 Börslingen
  - 024 Breitingen
  - 062 Holzkirch
  - 072 Langenau, Stadt ¹
  - 083 Neenstetten
  - 085 Nerenstetten
  - 092 Öllingen
  - 097 Rammingen
  - 112 Setzingen
  - 130 Weidenstetten
- Gemeindeverwaltungsverband Lonsee-Amstetten
  - 008 Amstetten
  - 075 Lonsee ¹
- Gemeindeverwaltungsverband „Verwaltungsgemeinschaft Munderkingen“
  - 035 Emeringen
  - 036 Emerkingen
  - 052 Grundsheim
  - 055 Hausen am Bussen
  - 073 Lauterach
  - 081 Munderkingen, Stadt ¹
  - 090 Obermarchtal
  - 091 Oberstadion
  - 098 Rechtenstein
  - 104 Rottenacker
  - 123 Untermarchtal
  - 124 Unterstadion
  - 125 Unterwachingen
- Übrige Gemeinden
  - 141 Blaustein, Stadt
  - 039 Erbach, Stadt
  - 108 Schelklingen, Stadt

¹ Sitz des Verbandes bzw. der Verwaltungsgemeinschaft

#### 08 4 26Landkreis Biberach(BC)
- Gemeindeverwaltungsverband Bad Buchau
  - 005 Alleshausen
  - 006 Allmannsweiler
  - 013 Bad Buchau, Stadt ¹
  - 020 Betzenweiler
  - 036 Dürnau
  - 064 Kanzach
  - 078 Moosburg
  - 090 Oggelshausen
  - 109 Seekirch
  - 118 Tiefenbach
- Vereinbarte Verwaltungsgemeinschaft der Stadt Bad Schussenried
  - 014 Bad Schussenried, Stadt ¹
  - 062 Ingoldingen
- Vereinbarte Verwaltungsgemeinschaft der Stadt Biberach an der Riß
  - 011 Attenweiler
  - 021 Biberach an der Riß, Stadt – Große Kreisstadt ¹
  - 038 Eberhardzell
  - 058 Hochdorf
  - 071 Maselheim
  - 074 Mittelbiberach
  - 120 Ummendorf
  - 128 Warthausen
- Gemeindeverwaltungsverband „Illertal“
  - 019 Berkheim
  - 031 Dettingen an der Iller
  - 044 Erolzheim ¹
  - 065 Kirchberg an der Iller
  - 066 Kirchdorf an der Iller
- Vereinbarte Verwaltungsgemeinschaft der Stadt Laupheim
  - 001 Achstetten
  - 028 Burgrieden
  - 070 Laupheim, Stadt – Große Kreisstadt ¹
  - 073 Mietingen
- Vereinbarte Verwaltungsgemeinschaft der Stadt Ochsenhausen
  - 043 Erlenmoos
  - 135 Gutenzell-Hürbel
  - 087 Ochsenhausen, Stadt ¹
  - 113 Steinhausen an der Rottum
- Vereinbarte Verwaltungsgemeinschaft der Stadt Riedlingen
  - 008 Altheim
  - 035 Dürmentingen
  - 045 Ertingen
  - 067 Langenenslingen
  - 097 Riedlingen, Stadt ¹
  - 121 Unlingen
  - 124 Uttenweiler
- Gemeindeverwaltungsverband Rot-Tannheim
  - 100 Rot an der Rot ¹
  - 117 Tannheim
- Vereinbarte Verwaltungsgemeinschaft der Gemeinde Schwendi
  - 108 Schwendi ¹
  - 125 Wain
- Übrige Gemeinden
  - 134 Schemmerhofen

¹ Sitz des Verbandes bzw. der Verwaltungsgemeinschaft

### Regionalverband Bodensee-Oberschwaben

#### 08 4 35Bodenseekreis(FN)
- Gemeindeverwaltungsverband Eriskirch-Kressbronn am Bodensee-Langenargen
  - 013 Eriskirch
  - 029 Kressbronn am Bodensee
  - 030 Langenargen ¹
- Vereinbarte Verwaltungsgemeinschaft der Stadt Friedrichshafen
  - 016 Friedrichshafen, Stadt – Große Kreisstadt ¹
  - 024 Immenstaad am Bodensee
- Gemeindeverwaltungsverband Markdorf
  - 005 Bermatingen
  - 067 Deggenhausertal
  - 034 Markdorf, Stadt ¹
  - 045 Oberteuringen
- Gemeindeverwaltungsverband Meersburg
  - 010 Daisendorf
  - 018 Hagnau am Bodensee
  - 036 Meersburg, Stadt ¹
  - 054 Stetten
  - 066 Uhldingen-Mühlhofen
- Gemeindeverwaltungsverband Salem
  - 015 Frickingen
  - 020 Heiligenberg
  - 052 Salem ¹
- Vereinbarte Verwaltungsgemeinschaft der Stadt Tettnang
  - 042 Neukirch
  - 057 Tettnang, Stadt ¹
- Vereinbarte Verwaltungsgemeinschaft der Stadt Überlingen
  - 047 Owingen
  - 053 Sipplingen
  - 059 Überlingen, Stadt – Große Kreisstadt ¹
- Übrige Gemeinden
  - 035 Meckenbeuren

¹ Sitz des Verbandes bzw. der Verwaltungsgemeinschaft

#### 08 4 36Landkreis Ravensburg(RV)
- Gemeindeverwaltungsverband Altshausen
  - 005 Altshausen ¹
  - 019 Boms
  - 024 Ebenweiler
  - 093 Ebersbach-Musbach
  - 027 Eichstegen
  - 032 Fleischwangen
  - 040 Guggenhausen
  - 047 Hoßkirch
  - 053 Königseggwald
  - 067 Riedhausen
  - 077 Unterwaldhausen
- Vereinbarte Verwaltungsgemeinschaft der Stadt Bad Waldsee
  - 009 Bad Waldsee, Stadt – Große Kreisstadt ¹
  - 014 Bergatreute
- Gemeindeverwaltungsverband Fronreute-Wolpertswende
  - 096 Fronreute
  - 087 Wolpertswende ¹
- Gemeindeverwaltungsverband „Gullen“
  - 018 Bodnegg
  - 039 Grünkraut ¹
  - 069 Schlier
  - 079 Waldburg
- Vereinbarte Verwaltungsgemeinschaft der Stadt Leutkirch im Allgäu
  - 003 Aichstetten
  - 004 Aitrach
  - 055 Leutkirch im Allgäu, Stadt – Große Kreisstadt ¹
- Gemeindeverwaltungsverband „Mittleres Schussental“
  - 011 Baienfurt
  - 012 Baindt
  - 013 Berg
  - 064 Ravensburg, Stadt – Große Kreisstadt ¹
  - 082 Weingarten, Stadt – Große Kreisstadt
- Vereinbarte Verwaltungsgemeinschaft der Gemeinde Vogt
  - 078 Vogt ¹
  - 085 Wolfegg
- Vereinbarte Verwaltungsgemeinschaft der Stadt Wangen im Allgäu
  - 001 Achberg
  - 006 Amtzell
  - 081 Wangen im Allgäu, Stadt – Große Kreisstadt ¹
- Vereinbarte Verwaltungsgemeinschaft der Gemeinde Wilhelmsdorf
  - 095 Horgenzell
  - 083 Wilhelmsdorf ¹
- Übrige Gemeinden
  - 094 Argenbühl
  - 008 Aulendorf, Stadt
  - 010 Bad Wurzach, Stadt
  - 049 Isny im Allgäu, Stadt
  - 052 Kißlegg

¹ Sitz des Verbandes bzw. der Verwaltungsgemeinschaft

#### 08 4 37Landkreis Sigmaringen(SIG)
- Gemeindeverwaltungsverband Gammertingen
  - 031 Gammertingen, Stadt ¹
  - 047 Hettingen, Stadt
  - 082 Neufra
  - 114 Veringenstadt, Stadt
- Gemeindeverwaltungsverband Mengen
  - 053 Hohentengen
  - 076 Mengen, Stadt ¹
  - 101 Scheer, Stadt
- Vereinbarte Verwaltungsgemeinschaft der Stadt Meßkirch
  - 072 Leibertingen
  - 078 Meßkirch, Stadt ¹
  - 123 Sauldorf
- Vereinbarte Verwaltungsgemeinschaft der Stadt Pfullendorf
  - 124 Herdwangen-Schönach
  - 056 Illmensee
  - 088 Pfullendorf, Stadt ¹
  - 118 Wald
- Vereinbarte Verwaltungsgemeinschaft der Stadt Bad Saulgau
  - 100 Bad Saulgau, Stadt ¹
  - 044 Herbertingen
- Gemeindeverwaltungsverband Sigmaringen
  - 005 Beuron
  - 008 Bingen
  - 059 Inzigkofen
  - 065 Krauchenwies
  - 104 Sigmaringen, Stadt - Kreisstadt ¹
  - 105 Sigmaringendorf
- Vereinbarte Verwaltungsgemeinschaft der Gemeinde Stetten am kalten Markt
  - 102 Schwenningen
  - 107 Stetten am kalten Markt ¹
- Übrige Gemeinden
  - 086 Ostrach

¹ Sitz des Verbandes bzw. der Verwaltungsgemeinschaft